# NGC 858
NGC 858 este o emission-line galaxy⁠(d) situată în constelația Balena. A fost descoperită în 1886 de către Francis Leavenworth. Se află la o distanță de 173,5 de megaparseci de Pământ.